# تابع مقدماتی
در ریاضیات یک تابع مقدماتی (elementary function)، تابعی است یک متغیره که از ترکیبی از تعداد متناهی عمل‌های اصلی (+ - × ÷)، توابع نمایی، لگاریتمی، اعداد ثابت و جواب‌های معادلات جبری (به‌طور کلی ریشه n ام) است.
تابع مقدماتی؛ توابع مثلثاتی، توابع هذلولوی و معکوس آن‌ها را هم شامل می‌شود، چرا که این توابع به وسیله توابع لگاریتمی و نمایی نیز قابل بیان هستند.
بنا به تعریف مجموعه توابع مقدماتی نسبت به عمل‌های اصلی (+ - × ÷)، ترکیب توابع و مشتق‌گیری بسته اند، اما تحت حدگیری و بی‌نهایت بار جمع زدن بسته نیستند. همچنین توابع مقدماتی، طبق قضیه لیوویل، نسبت به عمل انتگرال‌گیری بسته نیستند، برای اطلاعات بیشتر به توابع غیر مقدماتی مراجعه کنید. توابع لیوویل به صورت تابع‌های مقدماتی، و به‌طور بازگشتی، انتگرال توابع لیوویل تعریف می‌شوند.
بعضی از توابع مقدماتی مانند ریشه‌گیری‌ها، توابع لگاریتمی و توابع معکوس مثلثاتی در تمام نقاط تعریف نشده‌اند و ممکن است برای یک مقدار x چند مقدار بدهند.
اولین بار ژوزف لیوویل با مجموعه مقالاتی که در طی سال‌های ۱۸۳۳ تا ۱۸۴۱ نوشت، تابع مقدماتی را معرفی کرد. و بعدها ژوزف فلز ریت در دهه ۱۹۳۰ یک روش جبری برای محاسبه توابع مقدماتی ابداع کرد.

## چند مثال
چند مثال برای تابع مقدماتی در ادامه آورده شده‌است:
- مجموع، برای مثال {\displaystyle x+1}
- ضرب کردن، برای مثال {\displaystyle 2x}
- توابع چند جمله‌ای
- {\displaystyle {\dfrac {e^{\tan x}}{1+x^{2}}}\sin \left({\sqrt {1+(\ln x)^{2}}}\right)}
- {\displaystyle -i\ln(x+i{\sqrt {1-x^{2}}})}

مثال آخر برایر {\displaystyle \arccos x}، معکوس کسینوس، در دامنه تمام نقاط مجموعه اعداد مختلط بنابراین یک تابع مقدماتی است.

### توابع غیر مقدماتی
اگر بخواهیم یک تابع غیر مقدماتی مثال بزنیم، می‌توان تابع خطا را نام برد:
{\displaystyle \mathrm {erf} (x)={\frac {2}{\sqrt {\pi }}}\int _{0}^{x}e^{-t^{2}}\,dt,}
این حقیقت که این تابع غیر مقدماتی است در نگاه اول واضح نیست، اما می‌توان با الگوریتم ریچی نشان داد.
همچنین مثال‌های توابع لیویل# مثال‌ها و انتگرال توابع غیر مقدماتی را نیز می‌توانید ببینید.

## جبر دیفرانسیلی
تعریف ریاضی یک تابع مقدماتی، یا یک تابع به صورت مقدماتی، به صورت مفهومی از جبر دیفرانسیلی در نظر گرفته می‌شود. جبر دیفرانسیلی همان جبر معمولی است با یکسری اعمال اضافی‌ترِ مشتق (نسخه جبری از دیفرانسیل). با استفاده از اعمال مشتق می‌توان رابطه‌های جدیدی نوشت که راه‌حل‌های آن‌ها در نسخه‌های تعمیم یافته جبر استفاده می‌شود. با شروع مطالعات روی میدان توابع گویا، (توابعی که صورت و مخرج آن‌ها چند جمله‌ای است) دو نوع مخصوص تعمیم غیر جبری شامل (لگاریتم و توابع نمایی) را نیز می‌توان به میدان توابع مقدماتی اضافه کرد.
یک میدان دیفرانسیل F عضو یک میدان F0 است (برای مثال توابع گویا در حول تابعی گویا مانند Q) که با نگاشت u → ∂uعضو می‌شوند. (بنابراین u∂ یک تابع جدید است. گاهی این عبارت را به صورت 'u نیز می‌نویسند) مشتق، مشخصات دیفرانسیلی یک عبارت را نشان می‌دهد، بنابراین برای هر دو عبارتِ این میدان، مشتق، خطی است:
{\displaystyle \partial (u+v)=\partial u+\partial v}
و طبق فرمول لایب نیتز:
{\displaystyle \partial (u\cdot v)=\partial u\cdot v+u\cdot \partial v\,.}
یک عبارت مانند h ثابت است اگر h=0∂ باشد. اگر میدان پایه در اطراف توابع گویا باشد، باید در زمان تعمیم دادن این مطلب مراقب بود که ثابت‌های متعالی (غیر جبری) را هم اضافه کرد.
یک تابع مانند u از یک تعمیم دیفرانسیل مانند [0]F از میدان دیفرانسیلی F یک تابع مقدماتی است در طول F اگر تابع u
- در طول بازه تعریف F به صورت تابع جبری باشد. یا،
- تابع نمایی باشد، یعنی، a∂ u = u∂ برای هر a ∈ F یا،
- یک تابع لگاریتمی باشد، یعنی a/a∂=u∂ برای هر a ∈ F.

(عبارت بالا همان قضیه لیوویل است.)